# Приглашение на закат
„Приглашение на закат“ е петнадесети и последен студиен албум на руската певица Алла Пугачова, издаден на 15 април 2008 г. от звукозаписната компания „Долги наши“.
След прекъсване на отношенията с Филип Киркоров Анатолий Лопатин става постоянен продуцент на Пугачова. Пугачова си сътрудничи с него от 1999 г., през 2005 г. го избира за главен музикален продуцент на албума. Заедно те работят върху материала. Над албума певицата работи с много известни руски автори на песни и продуценти — Максим Фадеев, Константин Меладзе, а също така продължава да работи със своите дългогодишни съавтори — Раймонд Паулс, Игор Крутой и Любаша.
През декември 2008 г. на фестивала „Песен на годината“ Пугачова обяви, че през април 2009 г. концертите й ще се проведат в Москва. На голяма пресконференция на 5 март 2009 г. Пугачова отбеляза, че с тези концерти ще открие прощално турне, след което ще завърши концертно-гастролната си дейност. В подкрепа на албума беше дадено турнето „Сны о любви“, което започна на 7 април 2009 г. в Москва и завърши на 4 март 2010 г. в София, България.

## Списък на песните
| 1.      | Опять метель (дует с Кристина Орбакайте) | Константин Меладзе, Джахан Поллыева  | 3:37 |
| 2.      | Приглашение на закат                     | Алла Пугачова, Игорь Крутой          | 4:45 |
| 3.      | Из ниоткуда                              | Алла Пугачова                        | 3:59 |
| 4.      | Гуд-бай                                  | Андрей Стойчев, Ирина Секачова       | 3:00 |
| 5.      | Верю, не верю                            | Олег Попков                          | 3:13 |
| 6.      | Дожди                                    | Валерий Разумовский                  | 3:53 |
| 7.      | Жаль                                     | Олга Иванова                         | 3:44 |
| 8.      | Ты там, я там                            | Любаша                               | 3:36 |
| 9.      | Без меня                                 | Раймонд Паулс, Иля Резник            | 4:34 |
| 10.     | Одуванчик                                | Александър Лукьянов, Симон Осиашвили | 4:16 |
| 11.     | Любовь как состояние                     | Олег Попков                          | 3:25 |
| 12.     | Ресницы и твои глаза                     | Андрей Мисин, Сергей Патрушев        | 3:41 |
| 13.     | Холодно в городе                         | Любаша                               | 3:37 |
| 14.     | Живём пока                               | Олег Попков                          | 2:52 |
| 15.     | Спасибо, любовь                          | Максим Фадеев, Иля Резник            | 4:30 |
| 16.     | Синее небо                               | Владимир Молчанов, Иля Резник        | 3:09 |
| 17.     | Я улетаю                                 | Александър Иванов, Сергей Абрашин    | 3:17 |
| 18.     | Здесь мы долго                           | Джим Мосс, Артур А’Ким               | 3:05 |
| 1:05:22 |                                          |                                      |      |

## Позиции в класациите
| Страна (2008) | Позиция |
| ------------- | ------- |
| Русия         | 1       |